# Ammeia pulchella
Ammeia pulchella is een vliesvleugelig insect uit de familie Pteromalidae. De wetenschappelijke naam is voor het eerst geldig gepubliceerd in 1962 door Delucchi.